# Filid
 (février 2010).
Si vous disposez d'ouvrages ou d'articles de référence ou si vous connaissez des sites web de qualité traitant du thème abordé ici, merci de compléter l'article en donnant les références utiles à sa vérifiabilité et en les liant à la section « Notes et références ».
 (février 2010).
Améliorez-le ou discutez des points à vérifier. 
Un fili (pluriel : filid, en irlandais ancien), ou file (pluriel filí, en irlandais moderne) est un membre de l'ancienne classe des poètes irlandais. Cette corporation tenait un rang social plus élevé que celle des bardes.
Vers l'an 500, la christianisation de l'Irlande est extrêmement avancée, et le paganisme ne subsiste plus qu'à l'état sporadique. Les druides, ou tout au moins une partie d'entre eux, adoptent la religion chrétienne et se fondent dans la classe des poètes (ou filid) qui est adoptée et surveillée par l'Église, pendant que d'autres se réfugient dans une opposition plus secrète que publique.
C'est pourquoi la littérature irlandaise ancienne écrite, qui naît avec le christianisme et connaît à travers lui les recettes, les techniques, les modèles, la rhétorique et les histoires de l'Antiquité classique, tend à considérer les druides comme des magiciens doués de prestiges dont la source ne saurait être que diabolique. À côté des filid, les bardes (dont le nom se retrouve parmi les autres branches du monde celtique, notamment en gallois, en breton armoricain et en gaélique d'Écosse) se consacrent aux éloges et à la littérature de cour.